# Де Мюленер, Марк
Де Мюленер Марк (нидерл. Marc De Meulenaere; 15 июля 1961,) — бельгийский шашист, специализирующийся в международных шашках, видеоблогер. Четырёхкратный чемпион Бельгии. Мастер ФМЖД.
FMJD-Id: 10134.
Выступает за клуб Micone (Тилбург)
Ведет канал на youtube, где рассказывает об игре, проходящих турнирах. Создал свою собственную базу данных практических комбинаций и комбинации без четкого окончания (всего 16241 проблем). Де Мюленер опубликовал много таких проблем на сайте Вигера Весселинка, на своем Youtube-канале.

## Спортивная биография
Начал играть только в 27 лет, быстро став одним из самых сильных бельгийских игроков. В первом крупном турнире дебютировал в 1988 году — в январе в полуфинале национального чемпионата, где занял 9 место
на мировом уровне
7-й чемпионат мира по международным шашкам среди мужчин 2012 года в блице (22 августа в г. Лилль, Франция в рамках Всемирных Интеллектуальных Игр). 32 место среди 51 участника
на европейском уровне
-Чемпионат Европы 2010 — 28 место
-Чемпионат Европы 2002 — 25—32 место
на национальном уровне
— Чемпион Бельгии 2001, 2002, 2010
— Чемпион Бельгии (рапид) 2011
— В 2009, 2015 годах — вице-чемпион Бельгии.
— В 2008 — третий призёр Бельгии.